# محمد رضا فارس
محمد رضا فارس (دار شعبان، 23 نوفمبر 1953)، مهندس وسياسي تونسي. شغل منصب وزير التجهيز في حكومة الباجي قايد السبسي من 1 يوليو 2011 إلى 24 ديسمبر 2011.